# Lepus peguensis
La liebre birmana (lepus peguensis) es una especie de mamífero de la familia Leporidae que vive en Camboya, Laos, Birmania, Tailandia y Vietnam.

## Descripción
La liebre birmana es una especie de tamaño pequeño a moderado con adultos que crecen a una longitud de 35 a 50 centímetros (14 a 20 pulgadas) y pesan entre 2 y 2,5 kilogramos (4.4 y 5.5 libras). Las orejas largas tienen puntas negras, la superficie dorsal del cuerpo es gris rojizo teñida de negro, la grupa es más gruesa y las partes bajas son blancas. La cola es blanca por encima y negro por debajo y los pies son blancos en individuos de Birmania y pardo rojizo o marrón amarillento en los de Tailandia.

## Hábitat y ecología
Esta especie se encuentra principalmente en el bosque de baja altitud, así como en zonas llanas no forestales con poblaciones especialmente densas en la hierba alta y vegetación arbustiva de las marismas que temporalmente quedan al descubierto entre los canales de grandes ríos. También se le puede encontrar en los campos cultivados de arroz.
La especie es crepuscular y nocturna, pasando toda la noche alimentándose de hierba, cortezas y ramitas. Varias camadas de jóvenes, con un promedio de tres o cuatro, son llevadas en un año después de un período de gestación de alrededor de treinta y siete días. El promedio de vida útil se estima en seis años. Tienen varios depredadores, pero el más conocido es el gato leopardo.

## Estado
Las amenazas a las que se enfrenta la liebre birmana incluyen el aumento del cultivo de arrozales de regadío, lo que resulta en un hábitat inadecuado y se caza para obtener alimento. Sin embargo, la liebre tiene una amplia gama y es un animal común. La población es estable, o incluso posiblemente aumentando en lugares donde la extracción de madera da como resultado un hábitat de matorral favorable, por lo que la Unión Internacional para la Conservación de la Naturaleza enumera su estado de conservación como de " menor preocupación".